# Chimalhuacán
Chimalhuacánⓘ – miasto w środkowym Meksyku, w stanie Meksyk. Liczy 688 800 mieszkańców (1 lipca 2014 roku).
W mieście rozwinął się przemysł chemiczny, metalowy oraz papierniczy.